# Hippolyte Delehaye
Hippolyte Delehaye (19 de agosto de 1859 – 1 de abril de 1941) fue un jesuita belga, hagiografista y destacado miembro de la sociedad de los Bollandistas.

## Biografía
Nacido en 1859 en Amberes, Delehaye ingresó en la Compañía de Jesús en 1876, siendo recibido en el noviciado al año siguiente. Tras emitir su primera profesión de votos religiosos en 1879, fue enviado a estudiar filosofía en la Universidad de Lovaina de 1879 a 1882. Fue destinado después hasta 1886 a enseñar matemáticas en el Collège Sainte-Barbe de Gante (llamado así por el colegio de París, alma mater de Ignacio de Loyola). Delehaye fue ordenado en 1890.
En 1892 el P. Delehaye fue nombrado por sus superiores jesuitas miembro de la Sociedad de Bolandistas, llamada así por el hagiografista del siglo XVII Jean Bolland, y fundada a principios del siglo xvii específicamente para estudiar la hagiografía, investigando con vistas a la recopilación y evaluación de fuentes documentales históricas sobre la vida y el culto de los santos cristianos. Delehaye demostró pronto gran competencia en el campo. Fue editor de la Bibliotheca Hagiographica Graeca (1895), un catálogo técnico de escritos hagiográficos griegos, y de la revista Analecta Bollandiana. En 1912 se convirtió en presidente de la Sociedad.
A comienzos del siglo XX surgieron en la Iglesia católica temores acerca de las consecuencias teológicas de algunos métodos usados en los estudios históricos críticos, incluida la exégesis bíblica. Más tarde la Iglesia aceptó el principio de la metodología crítica y en 1930 Pío XI, él mismo historiador, estableció una sección histórica especial que operaba con criterios similares dentro de la Sagrada Congregación de Ritos. Sin embargo, en un momento anterior recayó por un tiempo la sospecha sobre una amplia variedad de institutos católicos de investigación, incluidos los bolandistas, cuyo propósito era establecer ediciones críticas de textos hagiográficos basadas en la aplicación del método crítico propio de la investigación documental. Estas preocupaciones sobre desviaciones teológicas, generalmente denominadas modernismo, motivaron la encíclica de 1907 Pascendi dominici gregis, en la que san Pío X las condenó.
Como consecuencia, en esos años el método crítico encontró dificultades dentro de la Compañía de Jesús, en el Santo Oficio y entre los opositores «integristas» a los enfoques críticos. Como parte de los controles establecidos por las autoridades católicas, la revista académica de los bolandistas Analecta Bollandiana estuvo sujeta a censura por el Santo Oficio durante los años 1901–1927.
Se trataba de cuestiones de mayor alcance que no impidieron a Delehaye continuar como sacerdote en regla sus investigaciones con los bolandistas durante la mayor parte de su larga vida y mantener su reputación internacional como erudito respetado y competente. Fue miembro del Instituto Arqueológico Austríaco y nombrado caballero de la Orden de Leopoldo. Delehaye escribió varios artículos para la Catholic Encyclopedia.

## Obras
Las principales publicaciones de Delehaye, trabajos de método y síntesis de utilidad general para los historiadores, son:
- Les Légendes hagiographiques, Bruselas 1905, 1906 (traducido por Virginia Mary Crawford, 1907,[7] reimpreso 1998), 1927. Una edición francesa de 1955 fue traducida por Donald Attwater como The Legends of the Saints (Fordham University Press, 1962).
- Les Origines du culte des martyrs, 1912
- Les Passions des martyrs et les genres littéraires, 1921
- Sanctus. Essai sur le culte des saints dans l'antiquité, 1927
- Otras obras importantes, de enfoque más restringido, son:
- Synaxarium Ecclesiae Constantinopolitanae (Propylaeum ad Acta SS. Novembris), 1902
- Les versions grecques des Actes des martyrs persans sous Sapor II, 1905
- Les Légendes grecques des saints militaires, 1909
- A travers trois siècles: L'Oeuvre des Bollandistes 1615 à 1915, 1920 (traducido en 1922)
- Les saints Stylites, 1923
- Martyrologium Romanum ... (Propylaeum ad Acta SS. Decembris), 194 Un comentario sobre el martirologio romano, del que Delehaye fue redactor jefe.
- Cinq leçons sur la méthode hagiographique, 1934.

Tras su muerte se publicaron recopilaciones de escritos dispersos en 1966 como Mélanges d'hagiographie grecque et latine y en 1991 como L'ancienne hagiographie byzantine: les sources, les premiers modèles, la formation des genres, los textos inéditos de conferencias dictadas en 1935.